# Бронская, Бронислава Михайловна
Бронислава Михайловна Бро́нская (1898—1978) — советская артистка.

## Биография
Родилась 9 (21 августа) 1898 года в Санкт-Петербурге в польской семье. Окончила Санкт-Петербургскую женскую гимназию (1906—1910) и Петроградскую театральную школу И. А. Чистякова (1915).
Актриса:
- 1915—1916 — Петроградский театр миниатюр.
- 1918—1920 — Петроградский «Маленький театр».
- 1921—1927 — передвижная опереточная труппа в Вологде, Рыбинске, Ярославле, Казани, Нижнем Новгороде, Перми, Минске, Харькове.
- 1927—1929 — Ленинградская «Музыкальная комедия» под руководством М. Д. Ксендзовского.
- 1935—1936 — Ленинградский Мюзик-холл.

В 1936 году организовала Государственный ансамбль одноактной оперетты, который позднее назывался Ленинградским ансамблем мастеров оперетты, до 1956 года была его артисткой и художественным руководителем.
С 1956 года на пенсии.
Во время Великой Отечественной войны дала свыше 1500 концертов для бойцов РККА (Балтийский флот, Ленинградский фронт). О работе её ансамбля имеются рецензии: 
Большим успехом пользовался джаз-ансамбль под руководством В. Коралли и К. Шульженко, а также ансамбль мастеров оперетты под руководством и при участии Б. Бронской.
Владимир Александрович Серов написал её портрет (1945), который хранится в Художественном музее: Портрет артистки Бронской — х. м., № 90.
Муж — Рутковский Станислав Игнатьевич (1897—1959), актер оперетты.
Умерла 26 января 1978 года в Ленинграде.